# 사과식초
사과식초(영어: apple cider vinegar)는 사과를 발효시켜 만든 식초이다.

## 임신 중 애사비(Apple Cider Vinegar) 사용
사과식초(Apple cider vinegar, ACV)는 임산부에게 발생할 수 있는 위장 불편, 입덧, 식후 혈당 급등 등을 완화하는 데 도움을 줄 수 있는 전통적인 식이요법으로 언급되어 왔다. 특히 식초의 주성분인 아세트산은 위산 분비를 보조하고, 식후 혈당 반응을 완화하며, 위 배출 속도를 지연시켜 입덧 증상의 완화에 기여할 수 있다는 연구가 있다.  또한, 애사비에 포함된 천연 효소와 폴리페놀은 장내 환경 개선, 피로 회복, 면역력 강화 등의 측면에서도 주목받고 있다. 단, 고농도로 섭취할 경우 산 역류, 치아 손상, 위 점막 자극 등이 우려되며 반드시 물에 희석해 식사 중이나 식후에 섭취해야 한다.

## 애사비와 일반 사과식초의 차이
‘애사비(ACV)’는 일반적으로 유기농 사과 원액을 이중 자연 발효한 식초로, ‘모(Mother)’라고 불리는 유익균 및 효소가 살아 있는 비정제 상태로 제공되는 것이 특징이다. 반면, 일반 사과식초는 정제된 사과 농축액에 주정을 첨가하거나 고온으로 살균 처리된 공업용 식초가 많아, 유기산 이외의 활성 성분이 줄어들 수 있다. 이에 따라 건강 관리 목적으로 애사비를 선택하는 경우가 있으며, 특히 임신 중에는 비가열·무정제 제품을 선택하는 것이 강조되기도 한다.